# Platypalpus latemi
Platypalpus latemi is een vliegensoort uit de familie van de Hybotidae. De wetenschappelijke naam van de soort is voor het eerst geldig gepubliceerd in 1982 door Grootaert.